# Hoth

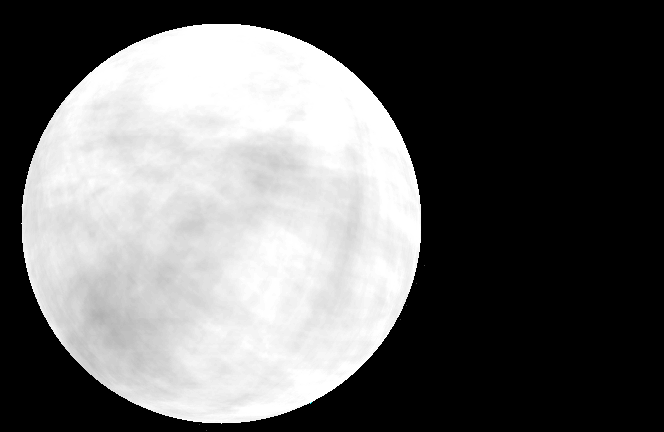

Hoth este o planetă de gheață din universul fictiv Războiul stelelor. Este a șasea planetă din sistemul stelar omonim. Este o planetă tip-terestru acoperită de zăpadă și gheață. Mulți meteoriți din centura de asteroizi aflată în apropiere au lovit suprafața planetei, provocând cratere temporare care sunt rapid umplute și ascunse de zăpadă. Hoth are trei sateliți naturali nelocuibili. Este planeta nativă a mai multor specii, nici una inteligentă, printre care wampa și tauntaun (ambele bipede).

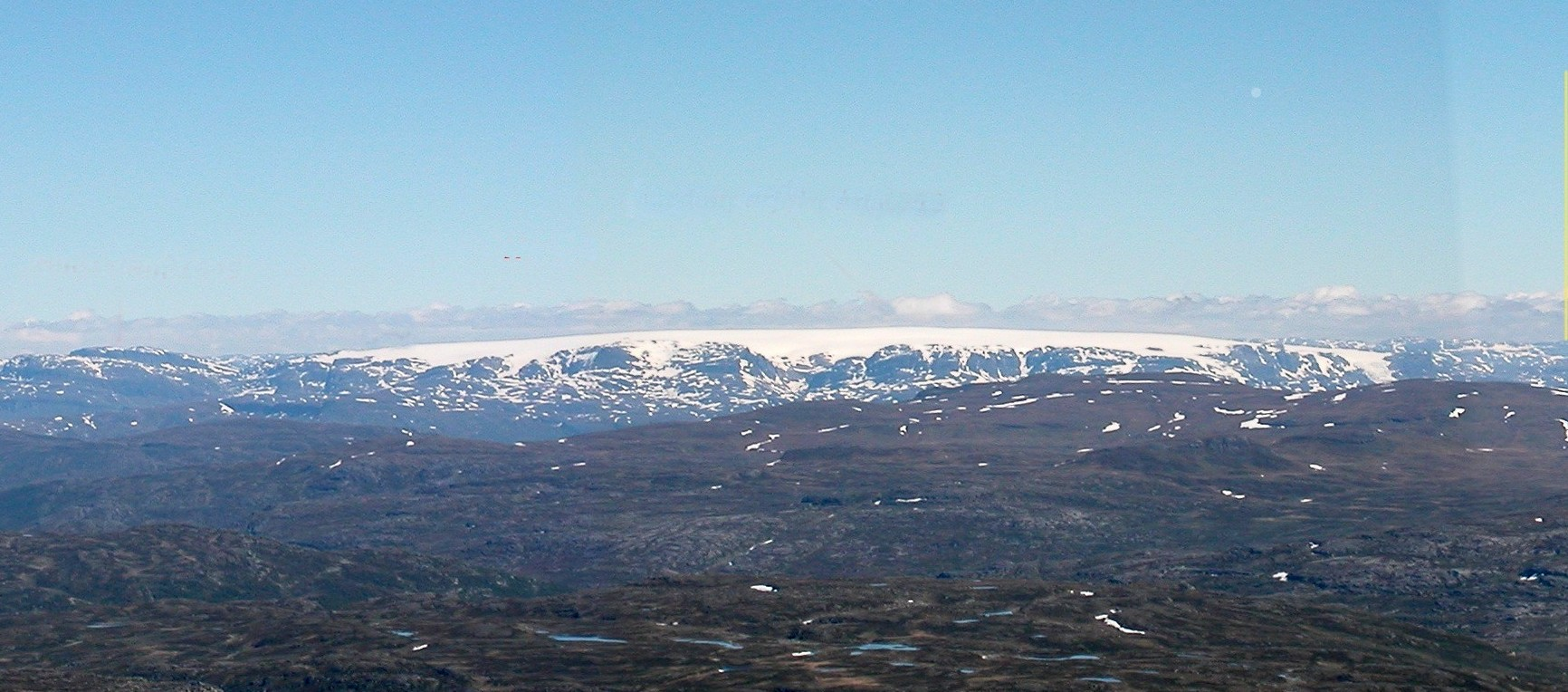
Ghețarul Hardangerjøkulen văzut de la Hårteigen, sudul Norvegiei. Locul unde au fost filmate scenele de pe planeta Hoth